# Phillipsburg (Géorgie)
Pour les articles homonymes, voir Phillipsburg.
Phillipsburg est une census-designated place située dans le comté de Tift, dans l’État de Géorgie, aux États-Unis. Lors du recensement de 2020, elle comptait 640 habitants.